# زیردریایی کلاس سارگو
سابمارین کلاس سارگو (به انگلیسی: Sargo-class submarine) یک کلاس از زیردریایی است که طول آن ۳۱۰ فوت ۶ اینچ (۹۴٫۶۴ متر) می‌باشد.